# Richard Morgan (Schriftsteller)

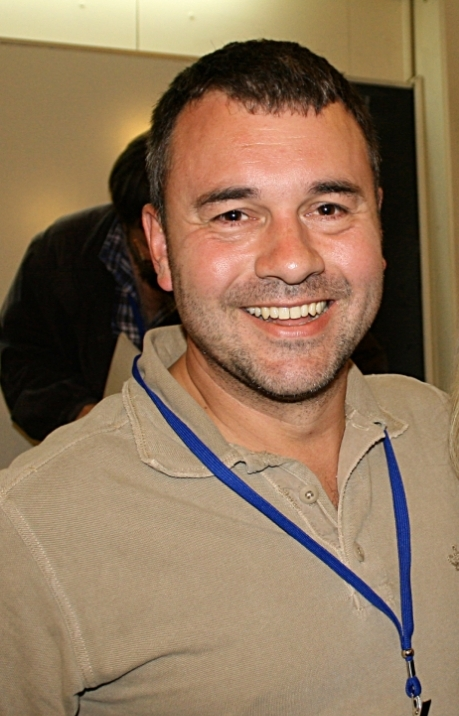
Richard Morgan (2008)

Richard Morgan (* 9. September 1965 in London) ist ein britischer Science-Fiction- und Fantasy-Schriftsteller.

## Leben
Richard Morgan wuchs in Hethersett auf, einem kleinen Ort in der Nähe von Norwich. Er studierte Englisch und Geschichte in Cambridge. Darauf folgten vierzehn Jahre, in denen er sich als Englischlehrer im Ausland seinen Unterhalt verdiente, u. a. in Istanbul, Madrid und in Lateinamerika.
Morgan landete mit dem Science-Fiction-Roman Das Unsterblichkeitsprogramm 2002 einen Bestseller. Der mit dem Philip K. Dick Award als bester Roman des Jahres ausgezeichnete Titel bildete den Auftakt einer Trilogie um den Söldner Takeshi Kovacs. Nachdem die Filmrechte an dem Roman für eine siebenstellige Summe an den Hollywood-Produzenten Joel Silver verkauft worden waren, fasste der Autor den Entschluss, sein Geld von nun an als Schriftsteller zu verdienen. Altered Carbon erschien ab 2018 als Fernsehserie. 
Die Takeshi-Kovacs-Trilogie wurde mit den Fortsetzungen Gefallene Engel und Heiliger Zorn komplettiert. Außerdem ist noch der Globalisierungsthriller Profit erschienen, der zwar ebenfalls in der Zukunft spielt, aber keinen direkten Bezug zur Trilogie hat.
Im November 2007 wurde sein Roman Skorpion veröffentlicht, der zirka 100 Jahre in der Zukunft angesiedelt ist, zur Zeit der Kolonisierung des Mars. Carl Marsalis, ein sogenannter „Dreizehner“ (genmanipulierte Elitesoldaten, die gesellschaftlich und politisch nicht mehr opportun sind) hat den Auftrag, andere Dreizehner festzunehmen oder zu liquidieren. Der Roman erhielt 2008 den Arthur C. Clarke Award.
Morgan erhebt für seine Science-Fiction-Romane den Anspruch, in Bezug auf die Darstellung der gesellschaftlichen und technologischen Entwicklung authentisch zu sein. Seine Geschichten fallen durch teils unterschwellige, teils offensichtliche Sozialkritik auf und seine Protagonisten sind oft ausgesprochen zynisch. Er selbst kategorisiert seine Science-Fiction als Future Noir.
Mit The Steel Remains – erster Teil der Trilogie A Land Fit For Heroes – versuchte Richard Morgan, seinen Noir-Stil in ein Fantasy-Szenario zu übertragen. 2011 erschien der zweite Teil The Cold Commands, 2014 der dritte Teil The Dark Defiles.
Neben seinen Romanen schrieb Morgan auch die Texte für zwei Marvel-Comics und erarbeitete die Handlung für das Computerspiel Crysis 2.

## Werk
Takeshi Kovacs 
übersetzt von Bernhard Kempen
- Vol. 1: Altered Carbon, 2002; dt. Das Unsterblichkeitsprogramm, übersetzt von Bernhard Kempen, Heyne 2004, ISBN 3-453-87951-1
- Vol. 2: Broken Angels, 2003; dt. Gefallene Engel, übersetzt von Bernhard Kempen, Heyne 2005, ISBN 3-453-52051-3
- Vol. 3: Woken Furies, 2005; dt. Heiliger Zorn, übersetzt von Bernhard Kempen, Heyne 2006, ISBN 3-453-52130-7

 A Land Fit for Heroes 
- Vol. 1: The Steel Remains, 2008; dt. Erwachen, übersetzt von Alfons Winkelmann, Heyne 2020, ISBN 978-3453320383
- Vol. 2: The Cold Commands, 2011; dt. Imperium, übersetzt von Alfons Winkelmann, Heyne 2020, ISBN 978-3453320376
- Vol. 3: The Dark Defiles, 2014; dt. Dunkelheit, übersetzt von Michael Pfingstl, Heyne 2020, ISBN 978-3453525931

 Black Man 
- Black Man, auch (US): Th1rte3n, 2007; dt. Skorpion, übersetzt von Alfons Winkelmann, Heyne 2007, ISBN 3-453-52356-3
- Thin Air, 2018; dt. Mars Override, übersetzt von Bernhard Kempen, Heyne 2019, ISBN 978-3-453-32022-2

 Einzelromane 
- Market Forces, 2004; dt. Profit, übersetzt von Karsten Singelmann, Heyne 2005, ISBN 3-453-40051-8; nochmals Heyne 2006, ISBN 3-453-52202-8

 Comics 
- Black Widow: Homecoming, 2005, ISBN 0-7851-1493-9
- Black Widow: The Things They Say About Her, 2006, ISBN 0-7851-1768-7

 Computerspiele 
- Crysis 2 (2011)
- Syndicate (Neuauflage 2012)
- A Land Fit For Heroes (2015)

## Kritik
„Ganz unprätentiös behandelt Morgan hier die Themen Identität, Persönlichkeit, Verantwortung und Sühne, Vergänglichkeit und Ewigkeit. Das ist es, was dieses Buch ungeachtet der turbulenten Action so empfehlenswert macht. Dem Autor fällt für Auge und Ohr eine Menge ein, rein spielerisch, aber auch, um uns unser Leben in einem gut polierten Zerrspiegel kenntlich zu machen. Ja, gerade viele unappetitliche Einzelheiten machen die normalerweise verborgenen Zusammenhänge in der Gesellschaft offenbar... Ein Buch, das sich zweimal zu lesen lohnt, einmal, um der Handlung zu folgen, und noch einmal, um die Details und Zusammenhänge schätzen zu können.“

„Richard Morgan zeichnet vielschichtige, facettenreiche Charaktere, während mancher Kollege seinen Figuren neben dem Durchladen des Magazins nichts weiter mitzugeben weiß. Allein diese Qualität – und die oft hinreißenden Dialoge – macht die Lektüre lohnend; etwas Geduld mit Technoblabla und ein bißchen Toleranz zu besorgniserregend liebevoll ausgemalten Gewaltszenen sollte allerdings vorhanden sein.“